# 费达生
费达生（1903年10月3日—2005年8月12日），江苏吴江人，中华人民共和国蚕业教育家。

## 生平
1903年出生于江苏省吴江县的一个教育世家。1917年毕业于明华女校，1920年7月毕业于江苏省立女子蚕业学校，师从郑辟疆。1923年毕业于日本东京高等蚕丝学校（现东京农工大学）。同年回国拒绝在上海日本工厂职位，返回家乡吴江县回母校任教，同时改良品种推广种植，1924年在江苏省吴江县开弦弓村创办育蚕改进社，1929年又在此地建立了蚕业合作社，还推荐费孝通去开弦弓村考察，促使他根据科学调查写出博士论文《江村经济》，1937年七七事变后吴江县蚕业合作社和蚕丝专科学校尽毁，迁往四川乐山复课复产。1938年组建四川省苏稽蚕种场，在峨眉山上还建有冰库育秋种。1945年第二次世界大战结束后返回吴江县，接收日本工厂改为苏州第一丝厂并担任厂长。1949年担任中国蚕丝公司技术室副主任。1950年3月12日与丈夫郑辟疆结婚。1956年担任任苏州市工业局副局长，同年加入九三学社，1961年担任苏州丝绸工学院副院长，1981年担任苏州市政协副主席。1989年加入中国共产党。
2005年8月12日在苏州逝世，享年103岁。现有费孝通江村纪念馆中有其生平事迹介绍。

## 家庭
外祖父杨敦颐是乡绅，父亲费璞安曾留学日本后回国办学，母亲杨纫兰毕业上海务本女校后回乡办幼儿园，母亲兄弟包括政治家杨千里(香港导演及作词人易文之父)，建筑师杨锡镠，动画制作人杨左匋以及企业家杨锡仁。大哥费振东，二弟费青，三弟费霍，四弟费孝通。